# Villafrechós
Villafrechós è un comune spagnolo di 1 514 abitanti situato nella comunità autonoma di Castiglia e León.